# Буглаки (Житомирський район)
Буглаки́ — село в Україні, у Потіївській сільській територіальній громаді Житомирського району Житомирської області. Кількість населення становить 36 осіб (2001).

## Населення
В середині 19 століття нараховувалося 27 мешканців. В кінці 19 століття кількість населення становила 135 осіб, з них чоловіків — 65 та 70 жінок, дворів — 23, або 19 дворів та 107 мешканців.
Відповідно до результатів перепису населення СРСР, кількість населення, станом на 12 січня 1989 року, становила 62 особи. Станом на 5 грудня 2001 року, відповідно до перепису населення України, кількість мешканців села становила 36 осіб.

## Історія
За люстрацією 1553 року, тут були боброві гони, що належали Панькевичам. У 1628 році Ян Стрибил платив із Буглаків за 3 дими та 2 городи, з Нових Буглаків — з 3 димів, 2 убогих та 2 городів.
В другій половині 19 століття — східна частина сільця Будилівка, слобода Потіївської волості Радомисльського повіту Київської губернії, на річці Візня. Називалася Булгаки або Буглачки, належала до Янівського маєтку, входила до православної парафії в Янівка, за 4 версти.
В кінці 19 століття — селянське сільце Потіївської волості Радомисльського повіту Київської губернії. Відстань до повітового міста Радомисль, де розміщувалася також найближча поштово-телеграфна станція — 28 верст, до поштової земської станції в Облітках — 7 верст, до найближчої залізничної станції Житомир — 60 верст. Основним заняттям мешканців було рільництво. Землі — 333 десятини; при обробітку селяни застосовували трипільну сівозміну.
10 листопада 1921 року, під час Листопадового рейду, у Буглаках зупинилася на ночівлю 1-ша бригада Волинської групи (командувач — Юрій Тютюнник) Армії Української Народної Республіки. 11 листопада на бригаду напав 51-й кавалерійський полк 2-ї бригади 9-ї кавалерійської дивізії московських військ, що надійшов з Малина. Ухилившись від великого бою з ним, бригада відступила.
У 1923 році увійшло до складу новоствореної Будилівської сільської ради, котру, 7 березня 1923 року, включено до складу новоутвореного Потіївського району Малинської округи. 11 серпня 1954 року село передане до складу Новобудської сільської ради Потіївського району Житомирської області. 21 січня 1959 року, в складі сільської ради, увійшло до Радомишльського району. 5 березня 1960 року село включене до складу Іванівської сільської ради Радомишльського району. 30 грудня 1962 року, в складі сільської ради, передане до Малинського району Житомирської області.
27 січня 1965 року, відповідно до рішення Житомирського облвиконкому № 39 «Про зміни в адміністративному підпорядкуванні деяких населених пунктів області», село передане до складу Облітківської сільської ради Радомишльського району. 27 липня 1965 року адміністративний центр Облітківської сільської ради перенесено до с. Нова Буда з перейменуванням її на Новобудську.
6 серпня 2015 року село увійшло до складу Потіївської сільської територіальної громади Радомишльського району Житомирської області. Від 19 липня 2020 року, разом з громадою, в складі новоутвореного Житомирського району Житомирської області.

## Відомі люди
- Горпенко Володимир Григорович (1941—2019) — український і радянський кінорежисер та мистецтвознавець.